# 新柏拉图主义
新柏拉圖主義（英語：neoplatonism）是公元3世紀由亞歷山大城的普羅提諾發展出的哲學派別，是古希臘文化末期最重要的哲學流派，對基督教神學產生了重大影響。
該流派主要基於柏拉圖的學說，再加上斯多葛學派、亞里士多德的思想融合為一個體系。但在許多地方進行了新的詮釋。在《新約聖經》時代的哲學本身包含一種宗教態度，這就是基督教涉及哲學的緣故。這種宗教哲學就稱新柏拉圖主義，也就是以希臘思想為基礎而創建的宗教哲學。主義主張所有存在皆來自一源，藉此個別靈魂能神秘地重返為一；亦強調存在層級的多重性，只能被感官所感知的物體世界處於最低層級。

## 歷史沿革
新柏拉圖主義最早產生於埃及的亞歷山大。新柏拉圖學派的創始人是阿摩尼阿斯·萨卡斯（175-242），沒有留下著作。不過最重要的人物則是他的學生普羅提諾（204-270）。普羅提諾早年在亞歷山大學習、研究，直到西元243年到羅馬定居。普羅提諾的作品主要都是他晚年的講課筆記，並流露出一定程度的神秘主義色彩。普羅提諾發展了這哲學體系。新柏拉圖主義的主要人物還有普羅提諾的學生菲波利（234-305）、卡爾基斯的楊布里科斯（330以前）、雅典的普魯塔克（350-430）和普罗克洛（412-485）。

## 重要性與影響力
教父們為了使基督教更具吸引力並使知識更充實，開始將《聖經》教訓與古希臘哲學融合。而在早期基督教時期（公元2-5世紀）的教父思想，由於是根據《聖經》以及新柏拉圖主義建立的，一般稱為「教父哲學」。
新柏拉圖主義相當重要，不只是因為它影響了提出第一個神學體系的俄利根，它還藉由伪狄奥尼修斯的著作，影響了之後一切的基督教神秘主義形式，以及大多數的古典基督教神學形式，特別是關於上帝、世界和靈魂的學說。普羅提諾認為它是一種科學也是一種哲學，而且是一種淨化（Katharsis）靈魂的宗教體系。

## 主要思想
普罗提诺認為上帝是超越的The One（太一、元一、一），是至高的善，他包括一切存在的事物，不能說他是什麼只能說他不是什麼。這無限者是任何事物的根源。他是永恆的、不改變的。普罗提诺比喻，上帝像無限的噴泉，並永不枯竭。又像是太陽，從中輻射光芒，而無損於太陽。宇宙是出自上帝的流射物，是祂無限全能不可避免的漫溢，流射的過程可以劃分為不同的階段：第一個階段是純粹的思想或精神（nous）、或譯為心靈（mind），第二個階段是靈魂（soul）和第三階段是物質（matter）。而流射過程中的每一階段都是下一階段的原因。純粹思想是現象世界的模型或標準，不佔時間、空間；是完美、永恆又和諧的；是可以用智力理解的世界。上帝在nous中顯出他自己。nous就是柏拉圖所稱為理念的一切形式和結構。任何真的、美的都包含在其中，是一個永恆的普遍本質。靈魂起源於純粹思想，只要有理念或目的，他就力圖實現自己，產生某種東西。他具有兩個方面，一方面趨向純粹思想，是一個擁有「觀念」的靈魂。一方面又趨向感官世界，是一個懷有慾望的靈魂。靈魂產生了物質。物質的本身，既沒有形式、性質、權能，他是絕對的貧乏，是邪惡的基質，離上帝最遠。惡不是一種肯定的力量，它是精神的東西的否定，當靈魂趨向到非存在就產生了惡。惡不是一種本體論的實在，而是一種「非存在」（non-being）。當靈魂追求到來源本身，達到最後目的，他變成與上帝合而為一。這個道路是艱辛的，是一種藉著禁欲主義的進化過程。在最高的出神入迷的狀態時，就是普罗提诺所謂的飛向元一，什麼是人存在的目的（telos），這個問題柏拉圖已經給予了回答：盡可能變得與上帝相似。
新柏拉图主义认为，世界有两极，一端是被称为“上帝”的神圣之光，另一端则是完全的黑暗。但新柏拉图主义也相信，完全的黑暗并不存在，只是缺乏亮光而已。世间唯一存在的就是上帝，照耀着神圣之光，但就像光线会逐渐变弱，神圣之光也无法普照整个世界。普罗提诺认为，灵魂受到神圣之光的照耀，物质则位于那光照不到的黑暗世界，而柏拉图所提出的自然界的“形式”则微微受到神圣之光的照耀。
因此，新柏拉图主义强调，世间一切事物都有这种神圣之光，但最接近上帝的光芒的，还是人类的灵魂，只有灵魂才能与神秘与伟大合而为一。在一些偶然的时候，人甚至可以体验到自己就是那神圣的自然之光。
新柏拉圖主義與柏拉圖之上帝觀有些不同之處。
柏拉圖的上帝就是至善的理型（the Form of the God），這樣的上帝是非人格化的。另有一造物者稱為巨匠造物主，按照至善理型將世界造出來。
普羅提諾的上帝則是太一（the One），是絕對超驗的（transcendent），任何描述都不適合他。即使太一與至善也只能算是類比的描述。新柏拉圖主義的太一上帝，當然也是非人格化的，但比起柏拉圖更把上帝的超越性推到極點。
普羅提諾又認為太一流溢（emanates）出心智（Mind）與世界魂（World Soul）。但柏拉圖從來沒有用過發散這個詞，也沒有明說眾理型是如何從太一而出（Copleston, 1946, p.177）。

### 出处
1. 1 2  藝術與建築索引典—新柏拉圖學派[永久]於2011年3月14日查閱

### 书籍
- Copleston, Frederick. A History of Philosophy. Vol. 1, Greece and Rome: From the Pre-Socratics to Plotinus. Newman Press, 1946; New York: Doubleday, 1993.
- Frank Thilly,葛力譯, History of Philosophy《西方哲學史》，2004，北京，商務印書館，p135,
- Paul Tillich, A historyof Christian Thought ,尹大貽譯，香港，漢語基督教文化研究所，2000，p100